# Île Disappointment
Ne doit pas être confondu avec Îles du Désappointement.
L'île Disappointment est une île inhabitée, faisant partie de l'archipel des îles Auckland, une chaîne subantarctique qui fait partie des îles éloignés de Nouvelle-Zélande. Située à 475 km de l'île du Sud, elle a une superficie de 3 km2.

## Histoire

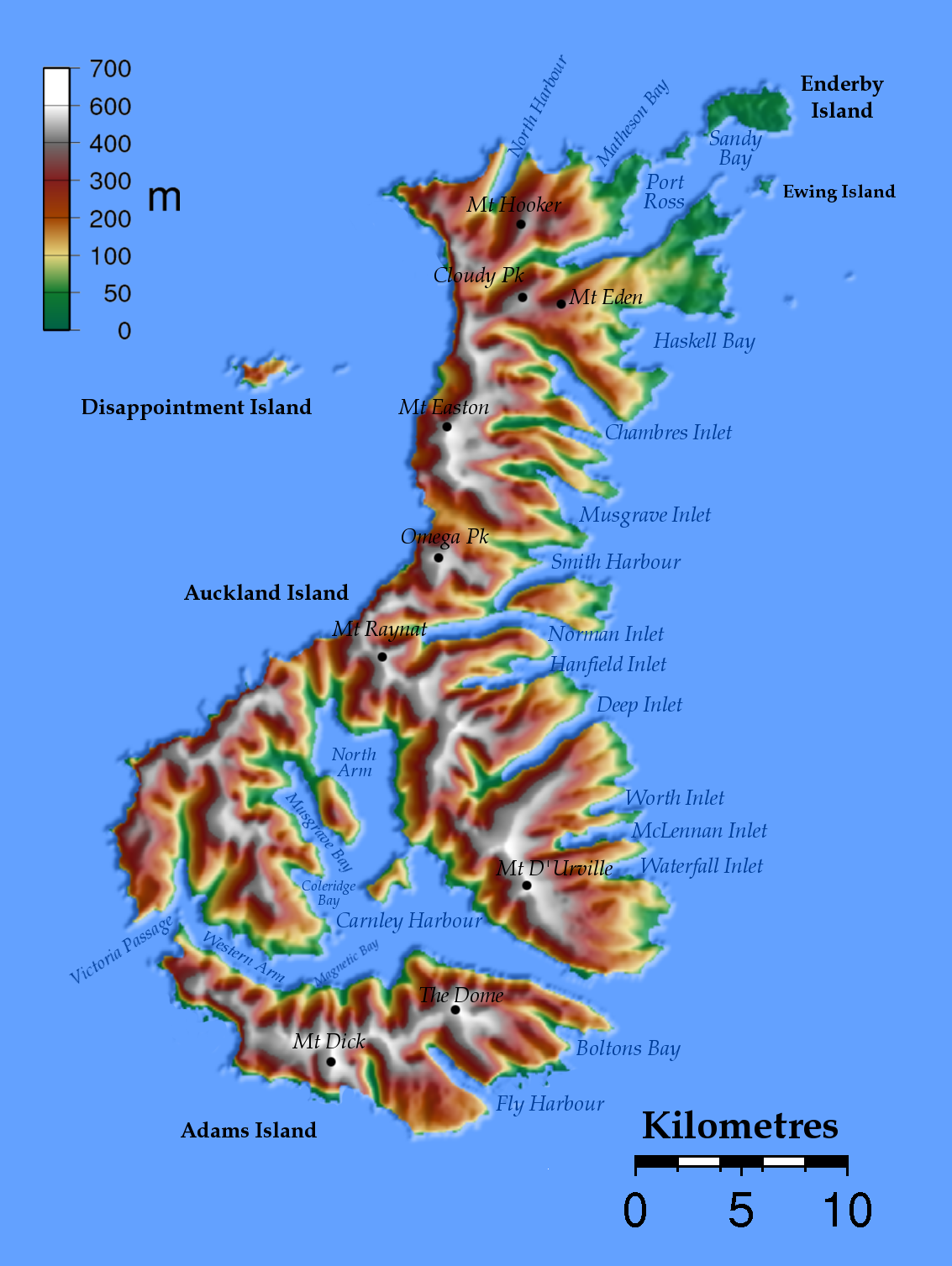
Carte des îles Auckland avec l'île Disappointment au nord-ouest

## Réserve ornithologique
L'île fait partie de la zone importante pour la conservation des oiseaux du groupe des îles Auckland, identifiée comme telle par BirdLife International en raison de l'importance du site de reproduction pour plusieurs espèces d'oiseaux de mer, notamment l'albatros à cape blanche, le puffin à menton blanc ainsi que pour les espèces endémiques cormoran des Auckland, la sarcelle des Auckland, le râle des Auckland et la bécassine d'Auckland.